# Campeonato Tocantinense Segunda Divisão 2023
In 2023 werd de vijftiende editie van het Campeonato Tocantinense Segunda Divisão gespeeld voor voetbalclubs uit de Braziliaanse staat Tocantins. De competitie werd georganiseerd door de FTF en werd gespeeld van 12 oktober tot 9 december. Batalhão werd kampioen.

## Eerste fase

### Groep A
| Plaats | Club         | Wed. | W | G | V | Saldo | Ptn. |
| ------ | ------------ | ---- | - | - | - | ----- | ---- |
| 1.     | Interporto   | 6    | 5 | 1 | 0 | 24:3  | 16   |
| 2.     | Batalhão     | 6    | 4 | 0 | 2 | 28:6  | 12   |
| 3.     | São José     | 6    | 1 | 2 | 3 | 8:18  | 5    |
| 4.     | NC Miranorte | 6    | 0 | 1 | 5 | 4:37  | 1    |

|  | Geplaatst voor tweede fase |

### Groep B
| Plaats | Club      | Wed. | W | G | V | Saldo | Ptn. |
| ------ | --------- | ---- | - | - | - | ----- | ---- |
| 1.     | Guaraí    | 6    | 3 | 3 | 0 | 8:2   | 12   |
| 2.     | Araguaína | 6    | 3 | 2 | 1 | 11:5  | 11   |
| 3.     | Sparta    | 6    | 2 | 2 | 2 | 5:6   | 8    |
| 4.     | Arsenal   | 6    | 0 | 1 | 5 | 2:13  | 1    |

## Tweede fase
|  | halve finale | halve finale | halve finale | halve finale |  |           | finale | finale | finale | finale |
|  |              |              |              |              |  |           |        |        |        |        |
|  |              |              |              |              |  |           |        |        |        |        |
|  | Batalhão     | 1            | 1            | 2            |  |           |        |        |        |        |
|  | Guaraí       | 0            | 0            | 0            |  |           |        |        |        |        |
|  |              |              |              |              |  | Batalhão  | 3      | 2      | 5      |        |
|  |              |              |              |              |  | Araguaína | 4      | 0      | 4      |        |
|  | Araguaína    | 2            | 1            | 3            |  |           |        |        |        |        |
|  | Interporto   | 1            | 1            | 2            |  |           |        |        |        |        |

### Kampioen
| Campeonato Tocantinense de 2023 - Segunda Divisão |
| Tocantins                                         |
| ------------------------------------------------- |
| BATALHÃO Kampioen (1° titel)                      |